# Nordmaling (comune)
Nordmaling è un comune svedese di 7 123 abitanti, situato nella contea di Västerbotten. Il suo capoluogo è la cittadina omonima.

## Località
Nel territorio comunale sono comprese le seguenti aree urbane (tätort):
- Nordmaling
- Rundvik
- Lögdeå